# Iso Puutiojärvi
Iso Puutiojärvi eller Puutiojärvi är en sjö i Finland. Den ligger i kommunen Puolango i landskapet Kajanaland, i den centrala delen av landet, 500 km norr om huvudstaden Helsingfors. Iso Puutiojärvi ligger 152 meter över havet. Den ligger vid sjön Puolankajärvi. Den är 8,7 meter djup. Arean är 42,8 hektar och strandlinjen är 4,26 kilometer lång. Sjön  ingår i Kiminge älvs huvudavrinningsområde. 